# Pardosa cribrata
Pardosa cribrata là một loài nhện trong họ Lycosidae.
Loài này thuộc chi Pardosa. Pardosa cribrata được Eugène Simon miêu tả năm 1876.